# Geoffrey Elton
Geoffrey Rudolph Elton (né Gottfried Rudolf Otto Ehrenberg ; 17 août 1921 - 4 décembre 1994) est un historien politique et constitutionnel britannique d'origine allemande, spécialisé dans la période Tudor. Il enseigne au Clare College de Cambridge et y est professeur Regius d'histoire moderne de 1983 à 1988.

## Jeunesse
Il est né à Tübingen, en Allemagne, fils des érudits juifs Victor Ehrenberg et Eva Dorothea Sommer. En 1929, les Ehrenberg s'installent à Prague, en Tchécoslovaquie. En février 1939, les Ehrenberg s'enfuient en Grande-Bretagne. Ehrenberg poursuit ses études à Rydal School, une école méthodiste au Pays de Galles, à partir de 1939. Après seulement deux ans, il travaille comme enseignant à Rydal et obtient le poste de maître assistant en mathématiques, histoire et allemand.
Là, il suit des cours par correspondance à l'Université de Londres et obtient un diplôme en histoire ancienne en 1943. Ehrenberg s'enrôle dans l'armée britannique en 1943. Il passe son temps dans l'armée dans le Corps des renseignements et le régiment de East Surrey, servant avec la huitième armée en Italie de 1944 à 1946 et atteignant le grade de sergent. Au cours de cette période, Ehrenberg anglicise son nom en Geoffrey Rudolph Elton. Après sa libération de l'armée, Elton étudie l'histoire moderne à l'University College de Londres, obtenant un doctorat en 1949.
Sous la direction de J. E. Neale, Elton soutient sa thèse "Thomas Cromwell, Aspects of his Administrative Work", dans laquelle Elton présente les idées qu'il devait développer pour le reste de sa vie. Elton est naturalisé en tant que sujet britannique en septembre 1947.

## Carrière
Elton enseigne à l'Université de Glasgow et à partir de 1949 au Clare College de Cambridge et y est professeur Regius d'histoire moderne de 1983 à 1988. Il y a comme élèves John Guy, Diarmaid MacCulloch, Susan Brigden et David Starkey. Il travaille comme secrétaire de publication de la British Academy de 1981 à 1990 et est président de la Royal Historical Society de 1972 à 1976. Elton est nommé Knight Bachelor dans les honneurs du Nouvel An 1986.

### La révolution Tudor au gouvernement
Elton se concentre principalement sur la vie d'Henri VIII, mais apporte également une contribution significative à l'étude d'Élisabeth Ire. Elton est surtout célèbre pour avoir soutenu dans son livre de 1953 The Tudor Revolution in Government que Thomas Cromwell est le créateur d'un gouvernement bureaucratique moderne, qui a remplacé le gouvernement médiéval basé sur la maison royale. Jusque dans les années 1950, les historiens ont minimisé le rôle de Cromwell en le qualifiant de hack doctrinaire qui n'était guère plus que l'agent du despotique Henri VIII. Elton, cependant, fait de Cromwell la figure centrale de la révolution Tudor au gouvernement. Elton dépeint Cromwell comme le génie présidant, bien plus que le roi, à la gestion de la rupture avec Rome et des lois et procédures administratives qui ont rendu la Réforme anglaise si importante. Elton écrit que Cromwell est chargé de traduire la suprématie royale en termes parlementaires en créant de nouveaux organes de gouvernement puissants pour prendre en charge les terres de l'église et en supprimant complètement les caractéristiques médiévales du gouvernement central.
Ce changement a lieu dans les années 1530 et doit être considéré comme faisant partie d'une révolution planifiée. Essentiellement, Elton soutient qu'avant Cromwell, le royaume pouvait être considéré comme le domaine privé du roi au sens large et que la plupart de l'administration était effectuée par les domestiques du roi plutôt que par des bureaux d'État séparés. Cromwell, ministre en chef d'Henry de 1532 à 1540, introduit des réformes dans l'administration qui séparent la maison du roi de l'État et créé un gouvernement bureaucratique moderne. Elton fait valoir qu'en organisant de telles réformes, Cromwell jette les bases de la stabilité et du succès futurs de l'Angleterre.

## Influence
Elton développe ses idées dans son ouvrage de 1955, le best-seller England under the Tudors, qui connait trois éditions, et ses Wiles Lectures, qu'il publie en 1973 sous le titre Reform and Renewal: Thomas Cromwell and the Common Weal.
Sa thèse est largement contestée par les jeunes historiens Tudor et ne peut plus être considérée comme une orthodoxie, mais sa contribution au débat a profondément influencé les discussions ultérieures sur le gouvernement Tudor, en particulier sur le rôle de Cromwell.
Elton est un fervent admirateur de Margaret Thatcher et de Winston Churchill. Il est également un critique féroce des historiens marxistes, qui, selon lui, présentent des interprétations gravement erronées du passé. En particulier, Elton est opposé à l'idée que la guerre civile anglaise ait été causée par des changements socio-économiques aux XVIe et XVIIe siècles, arguant plutôt qu'elle est en grande partie due à l'incompétence des rois Stuart. Elton est également célèbre pour son rôle dans le débat avec Edward Hallett Carr lorsqu'il défend l'interprétation du XIXe siècle, de l'histoire empirique et «scientifique» la plus célèbre associée à Leopold von Ranke contre les vues d'Edward Hallett Carr. Elton écrit son livre de 1967 The Practice of History en grande partie en réponse au livre de Carr de 1961 What is History?.
Elton est un ardent défenseur des méthodes traditionnelles de l'histoire et est consterné par le postmodernisme, déclarant, par exemple, que "nous nous battons pour la vie de jeunes innocents assaillis par des tentateurs diaboliques qui prétendent offrir des formes de pensée supérieures et des vérités plus profondes et insights – l'équivalent intellectuel du crack, en fait. Toute acceptation de ces théories - même la révérence la plus douce ou la plus modeste dans leur direction - peut s'avérer fatale."  Ses anciens élèves, comme John Guy, affirment qu'il a incarné une "strie révisionniste", reflétée à la fois dans son travail sur Cromwell, son attaque contre le récit traditionaliste de John Neale sur les parlements d'Elizabeth I, et dans son soutien à une vision plus contingente et politique des causes de la guerre civile anglaise du milieu du XVIIe siècle.
En 1990, Elton est l'un des principaux historiens à l'origine de la création de la History Curriculum Association. L'Association préconise un programme d'histoire davantage axé sur les connaissances dans les écoles. Il exprime sa "profonde inquiétude" face à la manière dont l'histoire était enseignée en classe et estime que l'intégrité de l'histoire est menacée.
Elton considère le devoir des historiens comme la collecte empirique de preuves et l'analyse objective de ce que les preuves ont à dire. En tant que traditionaliste, il met l'accent sur le rôle des individus dans l'histoire plutôt que sur des forces abstraites et impersonnelles. Par exemple, son livre de 1963 Reformation Europe traite en grande partie du duel entre Martin Luther et l'empereur romain germanique Charles Quint. Elton s'oppose aux efforts interdisciplinaires tels que les efforts visant à combiner l'histoire avec l'anthropologie ou la sociologie. Il considère l'histoire politique comme le genre le meilleur et le plus important de l'histoire.

## Famille
Elton est le frère du chercheur en éducation Lewis Elton et l'oncle du fils de Lewis, le comédien et écrivain Ben Elton. Il épouse une collègue historienne, Sheila Lambert, en 1952. Elton est décédé d'une crise cardiaque à son domicile de Cambridge le 4 décembre 1994.

## Travaux
Il édite la deuxième édition de la collection influente The Tudor Constitution. Dans ce document, il soutient la conclusion fondamentale de John Aylmer selon laquelle la constitution Tudor reflète celle de la constitution mixte de Sparte.
- The Tudor Revolution in Government: Administrative Changes in the Reign of Henry VIII, Cambridge University Press, 1953.
- England Under The Tudors, Londres: Methuen, 1955, édition révisée 1974, troisième édition 1991.
- éd. The New Cambridge Modern History: Volume 2, The Reformation, 1520-1559, Cambridge: Cambridge University Press, 1958; 2e éd. 1990 ; extrait
- Star Chamber Stories, Londres: Methuen, 1958.
- The Tudor Constitution: Documents and Commentary, Cambridge University Press, 1960 ; deuxième édition, 1982.
- Henri VIII; An essay In Revision, Londres: Historical Association par Routledge & K. Paul, 1962.
- Reformation Europe, 1517-1559,, New York : Harper & Row, 1963.
- The Practice of History, Londres : Fontana Press, 1967.
- Renaissance and Reformation, 1300–1640, édité par GR Elton, New York : Macmillan, 1968.
- The Body of the Whole Realm; Parliament and Representation in Medieval and Tudor England, Charlottesville: University Press of Virginia, 1969.
- Angleterre, 1200–1640, Ithaque : Cornell University Press, 1969.
- Modern Historians on British History 1485-1945: A Critical Bibliography 1945-1969 (Methuen, 1969), guide annoté de 1000 livres d'histoire sur tous les sujets majeurs, ainsi que des critiques de livres et des articles scientifiques majeurs. en ligne
- Political History: Principles and Practice, Londres : Penguin Press/New York : Basic Books, 1970.
- Reform and Renewal: Thomas Cromwell and the Common Weal, Cambridge : Cambridge University Press, 1973 ; (ISBN 0-521-09809-2)
- Policy and Police: the Enforcement of the Reformation in the Age of Thomas Cromwell, Cambridge University Press, 1973.
- Studies in Tudor and Stuart Politics and Government: Papers and Reviews, 1945–1972, 4 volumes, Cambridge University Press, 1974–1992.
- Annual bibliography of British and Irish history, Brighton, Sussex [Angleterre] : Harvester Press/Atlantic Highlands, NJ : Humanities Press for the Royal Historical Society, 1976.
- Reform and Reformation: England 1509–1558, Londres : Arnold, 1977.
- English Law In The Sixteenth Century : Reform In An Age of Change, Londres: Selden Society, 1979.
- (co-écrit avec Robert Fogel ) Which Road to the Past? Two Views of History, New Haven, CT: Yale University Press, 1983
- FW Maitland, Londres : Weidenfeld et Nicolson, 1985.
- The Parliament of England, 1559-1581, Cambridge University Press, 1986.
- Return to Essentials: Some Reflections on the Present State of Historical Study, Cambridge University Press, 1991.
- Thomas Cromwell, Headstart History Papers (éd. Judith Loades), Ipswich, 1991.
- The English, Oxford : Blackwell, 1992.